# カラー鋼板
カラー鋼板(カラーこうはん)とは、鋼板の表面に塗料を塗布することで、色調やその他の機能を付加した、鋼材二次製品の一種。ここでは特に加工用素材として、予め鋼板メーカーで塗装された製品 (プレコート鋼板とも呼ぶが、この言い回しは最近異なる意味に使うことが多い=後述)を説明する。なお、この製品は、規格など公の場面では「塗装鋼板」と呼称するが、一般には商品の性質をイメージしやすいカラー鋼板と呼ばれることが大半であり、本稿でもこれを用いている。
なお、広義のカラー鋼板には屋内家電製品に使われるようなものもあるが(「用途」を参照のこと)、本稿では住宅屋根などの建築建材用に用いられるものを主に記述する。

## 原板と規格
カラー鋼板の原板となる鋼材は、めっきの有無により大きく2種類に区分される。塗料の塗布を連続して行って作業効率を上げるため、基本的には鋼帯(コイル)を原板としている。

### めっき無し
普通鋼冷間圧延鋼板(冷延鋼板)に直接塗料を塗布するもの。よく「コールドカラー」と呼ばれる。後述のめっきあり品に比べると
- めっきによる表面の凹凸が無いため、表面仕上がりがより美しい
- 加工に伴うクラックの発生が少ない
- めっき処理がない分、製品コストを抑制できる

等のメリットが期待できる。一方で
- めっき層が無いため、耐食性が劣る
- 原板表面の化成処理が仕上げに悪影響を与える可能性がある(事前に酸洗処理などで除去するが、限界あり)
- 鋼板製造メーカーの工程上の制約で、思うほどコストメリットが出ない

などのデメリットも存在しており、両者をよく考慮して採用可否を判断することが求められる。住宅用照明器具や一部の家電製品、文具など、耐食性がほとんど必要とされない分野を中心に使用されている。なお、この製品については、公的な工業規格は存在しない。

### めっきあり
冷延鋼板にめっきをした「めっき鋼板」に塗料を塗布するもの。JISではめっきの種類に応じて3種類の規定が存在する。
1. 塗装溶融亜鉛めっき鋼板(JIS G 3312)…溶融亜鉛めっき鋼板を原板にしたもの。カラー鋼板の標準品で、流通量も多い。
2. 塗装溶融亜鉛-5%アルミニウム合金めっき鋼板(JIS G 3318)…溶融亜鉛-5%アルミニウム合金めっき鋼板(ガルタイト(ガルファン))を原板にしたもの。流通量はごく少量。
3. 塗装溶融55%アルミニウム-亜鉛めっき鋼板(JIS G 3322)…溶融55%アルミニウム-亜鉛めっき鋼板(ガルバリウム鋼板)を原板にしたもの。年々生産量が増加している。

この他に、メーカー各社の独自めっき商品を原板にした商品(日新製鋼の「ZAM」、日鉄住金鋼板の「スーパーダイマ」、JFE鋼板の「エコガル(ただし、これは規格上Bに含まれる)」など)も、ごく少量ながら流通している。
めっき材を原板にしている他、その表面を塗料で被覆することで、板全体としての耐食性が飛躍的に高まるため、住宅屋根など屋外使用を中心に幅広い需要がある。なお、耐食性は(めっき原板の特性に応じて)1から3に向かうほど向上する。
また、電気亜鉛めっき鋼板を原板にしたカラー鋼板も存在する。亜鉛付着量が少ないため、屋外用途には適さないものの、屋内用途には十分な耐食性を有しており、表面仕上がりが溶融亜鉛めっき材に比べて良好であることなどから、家電製品などに一定の需要がある。なお、この製品に関しては、JISは制定されていない。

## 製造工程
カラー鋼板の製造工程は複雑で、メーカー毎の差異も大きいが、ここでは単純化して説明する。
1. 原板コイル受け入れ、払い出し
2. 前処理…塗装の付着性や耐食性を向上させるため、化成処理を行う
3. 下塗りコーター…プライマーを特殊なロールで原板に塗装する。原板の両面に塗装可能。
4. 1回目焼付…プライマーを焼付け乾燥する
5. 上塗りコーター…仕上げ塗料を特殊なロールで原板に塗装する。通常は原板の片面のみ塗装するが、両面に塗装可能なラインも存在する。
6. 2回目焼付…仕上げ塗料を焼付け乾燥する
7. 高級品では、さらにもう1回(以上)塗装・焼付け乾燥することもある=設備制約がある
8. ラインによっては調質圧延(スキンパス)を行えるものがある
9. 検査、梱包

コーターを何回通すかは、そのカラー鋼板のグレードを示す基本的な指標であり、回数に応じて「nコート材(nは回数)」と表現するほか、JISでも用いられている。現在もっともよく流通しているのは2コート材だが、3コート以上の製品も一部存在している。
製造ロットは主に、原板となるコイルの大きさと塗料(特に仕上げ塗料)の購入ロットに制約されるが、採算性を無視すれば、概ね各メーカーとも3t程度が最小である。ただし、ある程度の採算性を確保するには、概ね10t以上のロットが必要となる。

## カラー鋼板の性能
カラー鋼板に求められる性能は、概ね次のように分類され、これに基づいて商品設計がなされている。
1. 耐食性…原板コイル(＝めっき)の耐食性＋プライマーの耐食性＋仕上げ塗料の耐食性の3要素が合算して、カラー鋼板としての能力が発揮される。現在カラー鋼板に用いられる塗料の大半はポリエステル樹脂系だが、より耐食性を高めるために、塗料中に特殊な成分を含有させたり、フッ素樹脂系を用いたりすることがある。また、仕上げに塩化ビニル樹脂フィルムをラミネートする特殊な鋼板(塩ビカラー鋼板)なども存在する。
2. 意匠性…基本的には色調のこと。「カラー鋼板」と呼ばれる所以でもある。各メーカー毎に標準色と呼ばれる常時製造色があり、大半の需要家はそれから色を選択するが、特定顧客向けに特別な色を用意することもある。いうまでもなく、塗料中の顔料で規定されるが、住宅建材の環境規制強化に伴って塗料の鉛レス化が進展したため、(従来鉛によって発現していた)彩度の高い色調は得にくくなっている。その他、塗料に特殊な添加剤を混ぜて微細な模様を発現したり、メタリック調の色を用意するなど、各社でさまざまな意匠性をもつカラー鋼板が開発されている。また、プライマーの上に木目などの図柄を印刷する商品(プリント鋼板)や、塗装後ロールでエンボス模様を付ける鋼板(エンボス鋼板)といった製品もあり、一定の需要を獲得している。
3. その他の機能性…陽射しによる温度上昇を軽減する(遮熱性)、表面の汚れがつきにくい(防汚性)、磨耗に強い(耐磨耗性)など、さまざまな機能が付加されたカラー鋼板が開発されている。これらはいずれも塗料に特殊な添加剤を混ぜることで性能を発揮させている。

多くの製品では、基本となる塗料に所要の添加剤を混ぜることで希望する性能を発揮させている。一方で、添加剤が加わることで、色調の制約が大きくなる、原板との密着性が低下する、加工性が落ちる、表面の滑りやすさが変化する(実際の施工現場では、鋼板屋根材は勾配のある屋根に重ね置きすることが多く、極端に滑りやすい／すべりにくい製品は使い勝手が悪い)など、さまざまな制約や性質の変化が発生する。このため、どんな添加剤をどの程度用いるかは、メーカーにとって重要な研究対象となっており、メーカー各社が開発にしのぎを削っている。

## カラー鋼板の用途

### 建材（外装材）向け
住宅や非住宅（工場や倉庫など）の屋根材、サイディング（壁面）などにもっとも多く用いられている。基本的にはそのまま用いられることはなく、加工業者によってロールフォーミングなどで成形加工された商品が用いられている。
加工業者各社でさまざまな特色を持った商品が開発・販売されている。一般に、住宅向けは板厚0.4mm以下の比較的薄い板、非住宅向けは0.5mm以上の厚い板が用いられる傾向にある。一般的な住宅の屋根材として使用する場合、おおむね1平方メートルあたり5kgのカラー鋼板が使用されるが、これは従来の瓦葺きの屋根と比べるとおおむね1/8以下の重量に相当し、地震時の建物の倒壊防止に効果的とされている。
なお、屋根用と建築外板用では鋼板の作りこみが異なるが、鋼板を単に見るだけでは用途の区別がつかないため、用途の指定がある場合において屋根用は「R」、建築外板用は「A」の記号を、鋼板の裏側に連続して印字するよう、JISで規定されている。施工は、主に建築板金工事店が行うことが多い。

### 建材（内装材）向け
業務用大型冷蔵庫（プレハブ冷蔵庫）やクリーンルーム向けに利用されている。断熱材との接着性や静電気帯電防止など、特殊な機能が付加された商品が用いられることがある。また、屋内のパーティション・パネル材や収納家具などに用いられる。一部の高級品は、住宅ドアなど意匠性の高い分野でも利用されている。

### 屋外家電向けなど
エアコンなどの室外機、配電盤などに用いられる。後述する屋内家電に比べると若干品質要求が緩やか。シャッターや物置などにも用いられる。

### 屋内家電向け
冷蔵庫や洗濯機などのいわゆる「白物家電」には、カラー鋼板が大量に使用されている。また、AV機器の外装材などにも使用されることがある。これらは特に高い表面品質が求められるため、通常のカラー鋼板とは異なる品質管理下で製造されている（プレコート鋼板=後述）。

### その他
道路の防音壁の材料、工場配管の保温材、ホワイトボードや黒板といった、さまざまな分野で利用されている。さまざまな用途に応じ、特別な塗装や処理を行った鋼板が開発されている。

## 「前塗装(プレコート)」と「後塗装(アフターコート)」
鋼製の製品の塗装をどの段階で行うかは、製造メーカーにとっては大きな検討課題の一つになる。前塗装と後塗装にはそれぞれ長所・短所が存在しており、最終製品の性質に応じて選択する必要がある。ここでは幾つかのポイントを紹介する。
- 前塗装の利点・難点の例
  1. 鋼板メーカーで開発されたさまざまな機能を持つカラー鋼板を活用できる
  2. 自社工場での塗装設備投資が少なくて済む
  3. 塗装作業に伴う環境対策が不要
  4. カラー鋼板は溶接加工が難しい(TIG溶接ある場合は、基本的に後塗装)
  5. 加工時に表面に疵がつかないよう、注意する必要あり
  6. 必ずしも希望する色がない場合がある(鋼板メーカーに特別色を出してもらえる可能性はあり)
  7. 他の鋼板に比べると、カラー鋼板は割高

- 後塗装の利点・難点の例
  1. 加工後に塗装するため、加工の制約が少ない。また、加工に伴う表面疵の心配が少ない
  2. 好みの色を自由に作成・利用できる
  3. 生産タイミングを自由に決めることができる
  4. 塗装作業に伴う環境対策が必須
  5. 塗料の保管が意外に手間
  6. 色彩以上の機能を表面に与えることが難しい
  7. 十分な生産量を確保できないと、結果的にコストアップになる可能性あり

素材から最終製品まで一貫して捉える場合、環境負荷という側面から見ると、前塗装の方が廃液を集約して処理できるなど、メリットが大きい。ただし、需要側にとってはそれ以外の要素の方が重要であることが多く、比較的容易にカラー鋼板に切替可能な製品であっても、依然として後塗装で仕上げている場合が多い。なお、前塗装のことをプレコート、後塗装のことをアフターコートとも呼ぶが、鋼板品種としての「プレコート鋼板」は、今では特定の用途向けに原板や塗料などを特別に設計・管理した(比較的高級な)カラー鋼板という意味で用いられることが多い。

## カラー鋼板の劣化と補修
屋外使用のカラー鋼板では、太陽光線、風雨、温度変化、大気中のごみや硫黄酸化物・窒素酸化物などの影響で、徐々に表面の塗膜が劣化し、最終的には原板に錆が発生する。その過程は概ね次のようになっている
1. 光沢が劣化する
2. 色調が変化する
3. チョーキング(白亜化)…塗膜が劣化し、チョークの粉状の物質が出てくる
4. 塗膜のふくれ
5. 白錆の発生
6. 赤錆の発生

こうした現象がどのぐらいの期間で発生するかは、その鋼板の品質と、周辺環境で大きく左右される。一般的なポリエステル樹脂系に比べ、フッ素樹脂系の方が劣化の進行は遅い。また、住宅に用いる場合では、屋根よりも軒下の方が劣化が早い傾向にある(軒下は付着した汚れが雨で流されないため、錆びやすい)。また、不適切な施工があった場合には、鋼板の品質にかかわらず劣化が急速に進行することがある。
塗膜のふくれが発生している状況では、原板のめっき層の消耗はほとんど無いため、この段階で適切な補修(塗り替え)を行えば、鋼板としての寿命を飛躍的に延ばすことが可能になる。一方、赤錆が発生する段階では、既に原板そのものの劣化が進んでおり、補修効果はあまり期待できない。
塗り替えにあたっては、カラー鋼板の塗膜と相性のよい補修用塗料を選択する必要がある。小規模な補修であればDIYで十分に対応可能だが、屋根全体を塗り替えるような大規模な補修は、信頼のおける専門の業者に作業を任せた方が無難。ただし、屋根の劣化の程度と、行う補修内容については、十分な検査と説明を受け、理解した上で実施することが望ましい。
なお、日本鉄鋼連盟の亜鉛鉄板委員会では、会員企業が製造する屋根用カラー鋼板について、一定の条件に基づいて材料の標準保証を定めている。補償方法は、各製造メーカーが個別に定めている。
- JIS G 3322…建築施工後、材料の腐食による穴あき及び赤錆がないこと
- JIS G 3312/3318…建築施工後、材料の腐食による穴あきがないこと
- 保証期間…建築施工後10年間(製造後6ヶ月を越えた製品で施工したものは、製造後6ヶ月から数えて10年間)
- 保証条件…適切な環境で使用されていること。加工・施工・設計が適切に実施されていること。

## 使用・施工上の注意点
カラー鋼板であっても錆の発生を完全に防ぐことはできないので、水がかかったり、結露が起こらないような環境で保管することが望ましい。また、概ね6ヶ月を超える長期間の保管は徐々に塗膜の性質が変化するので、避けるべきである。また、表面塗膜に疵がつくと、そこから劣化が進行しやすくなるほか、美観上も問題になるので、輸送や加工にあたっては一定の配慮が必要になる。
カラー鋼板の加工性は、原板の性質と表面塗膜の性質の両面で規定されるが、概ね良好である。ただ、(曲げ半径が板厚の2ないし3倍以下)極端な曲げ加工や絞り加工がある場合は、表面塗膜がひび割れたり剥離することがあるため、そういう加工が必要とされる場合は、事前に製造メーカーに確認する必要がある。
約5℃以下での加工は、塗膜のひび割れがおきやすいため、避けるべき(使用自体は北海道内陸部のような寒冷地でもまったく問題ない)。常時100℃を超えるような環境での使用も、塗膜が変性してしまう。はんだ付けが必要な場合は、接合部の塗膜を除去する必要があるが、剥離材を使用するよりサンドペーパーで塗膜を落とした方が、比較的良好な結果になる。また、フラックスは腐食を進行させるため、作業後に十分洗浄する必要がある。
建築材料として施工する場合は、もらい錆や異種金属との接触に十分注意する必要がある。モルタルや防腐防蟻処理した木材は、腐食を促進するため、直接接触させてはならない。施工後は、汚れが付着したままだと劣化が進行しやすいので、汚れの残りやすい部位(軒下など)は半年に1回程度水で洗浄することで、寿命が向上する。
カラー鋼板を製造する際の色調管理は想像以上に難しく、同じメーカーの同じ色であっても、製造するタイミングが異なれば微妙に異なっている。このため、異なる製造タイミングの鋼板を張り合わせたとき、継ぎ目で色調が違うとクレームになることがある。比較的広い屋根や壁に施工するときは、事前に流通業者に相談して、同一タイミングで製造した鋼板を用意することが望ましい。工場や体育館など、大規模な建築物の屋根などに用いる時は、物件ものなどと称して、それ単独で製造して、色調のぶれを最小限に抑えるなどしている。

## 流通と入手
カラー鋼板の流通は主に建材市場向けに構成されている。一般にはカラー鋼板メーカー→窓口商社→問屋・地方特約店→地元の建築板金業者といった経路で流通している。多くの場合、建築向け板金業者が扱うのは、カラー鋼板を成形加工した屋根材やサイディングであるが、成形加工されていない普通の鋼板も扱うことができる。
一般市民がカラー鋼板を入手する場合は、上記の板金業者かホームセンターで購入するのが一般的。波板に加工された製品が中心だが、定尺板の在庫も若干あり、指定寸法に切断もしてくれるところがある。ただし、色数や板厚が限定されることに留意。
一般市場流通用に鋼板メーカーが定めている標準色は、板金業者などに頼めば色見本サンプルを見せてもらえることが多い。特別な機能を持たせた高級品については、流通業者によって扱い品種が異なるので、入手可否について個々に相談が必要。新規に製造する場合、発注単位が大きい、また完成まで2ヶ月強程度かかるので、一般市民が使う程度の量での新規発注は事実上不可能。

## 日本国内の主な建材向けカラー鋼板製造メーカー
- 日鉄鋼板：…日鉄鋼板と住友金属建材が合併して成立。なお、日鉄鋼板は大同鋼板と大洋製鋼が合併して成立しており、いわば3メーカーの合併企業。
- 淀川製鋼所：
- JFE鋼板：…川鉄鋼板(前身である東京亜鉛鍍金株式会社は日本最初のカラー鋼板である「レヂノ鉄板」の製造メーカー)とNKK鋼板が合併して成立。
- 日本製鉄（旧日新製鋼）：…日本の[高炉メーカー]の中では唯一、本体事業として積極的にこの製品を製造・販売している。
- 北海鋼機：…新日本製鐵系で日鉄住金鋼板の子会社。主に北海道向けにのみ製造、販売している。